# Instytut Automatyki, Elektroniki i Elektrotechniki Uniwersytetu Zielonogórskiego
Instytut Automatyki, Elektroniki i Elektrotechniki Uniwersytetu Zielonogórskiego – jeden z 3 instytutów Wydziału Nauk Inżynieryjno - Technicznych Uniwersytetu Zielonogórskiego. Do 2019 pod nazwą Instytut Inżynierii Elektrycznej (wcześniej Instytut Elektrotechniki Przemysłowej).

## Władze Instytutu
Stan na 2023-05-22:
| Stanowisko         | Imię i nazwisko                        |
| ------------------ | -------------------------------------- |
| Dyrektor           | prof. dr hab. inż. Robert Smoleński    |
| Zastępca dyrektora | dr hab. inż. Wojciech Paszke, prof. UZ |

## Struktura organizacyjna

### Zakład Elektroniki i Energoelektroniki
Stan na 2025-05-06.
- dr hab. inż. Paweł Szcześniak, prof. UZ – kierownik Zakładu

Pracownicy naukowo-dydaktyczni:
dr hab. inż. Jacek Kaniewski, prof. UZ
dr hab. inż. Krzysztof Sozański, prof. UZ
dr hab. inż. Iwona Grobelna, prof. UZ
dr Beata Zięba

### Zakład Systemów Elektroenergetycznych
Stan na 2025-05-06.
- dr inż. Piotr Leżyński – kierownik Zakładu

Pracownicy naukowo-dydaktyczni:
dr hab. inż Marcin Jarnut, prof. UZ
dr hab. inż. Adam Kempski, prof. UZ
prof. dr hab. inż. Robert Smoleński
dr inż. Szymon Wermiński
dr inż. Sylwia Hajdasz

### Zakład Automatyki Przemysłowej
Stan na 2025-05-06.
- dr inż. Mariusz Buciakowski – kierownik Zakładu

Pracownicy naukowo-dydaktyczni:
dr hab. inż. Wojciech Paszke, prof. UZ
mgr inż. Kamil Klimkowicz
mgr inż. Robert Maniarski

### Pracownia Inżynierii Elektrycznej
Stan na 2025-05-06.
- mgr inż. Tadeusz Gil – kierownik Pracowni

Pracownicy inżynieryjno-techniczni:
- mgr inż. Paweł Grela
- mgr inż. Michał Przybylski
- mgr Peter Preston
- mgr inż. Wojciech Gosik

## Główne obszary badawcze
- układy energoelektroniczne
- elektronika przemysłowa
- procesory sygnałowe (DSP)
- kompatybilność elektromagnetyczna (EMI oraz EMC)
- systemy zasilające, układy FACTS
- jakość energii elektrycznej
- aktywne układy kondycjonowania energii
- energetyczne filtry aktywne i hybrydowe